# A Different Approach
A Different Approach ist ein US-amerikanischer Kurzfilm von 1978 unter der Regie von Fern Field. Field war gemeinsam mit Jim Belcher mit und für den Film für einen Oscar nominiert.

## Inhalt
Der Film ist eine Art Lehrfilm über die Einstellung von Menschen in künstlerischen sowie in anderen Berufen, die eine körperliche Behinderung haben. Ein Komitee schaut sich einen Film an, in dem der von Michael Keaton gespielte Filmemacher verschiedene Charaktere präsentiert, um Unternehmen zu unterstützen, die einen behinderten Menschen einstellen wollen. Er wählt jedoch einen anderen Ansatz als den üblichen, überraschenderweise hat er unter anderem Persönlichkeiten aus Hollywood dazu gebracht, Vorschläge zu machen, wie Einstellung und Integration bestenfalls erfolgen sollten. So vielfältig, wie die Menschen, die sich äußern, sind auch deren Ideen. Der Begriff der Annäherung taucht dabei immer wieder auf. Einige Bemerkungen zeigen jedoch, was hinter der Stirn mancher Menschen wirklich vor sich geht. Stellenweise blitzt aber auch Humor auf.
So wird die teils schockierte Reaktion des Komitees gezeigt, als es mit einer Musikkomödie konfrontiert wird, die einen Appell darstellt, auch behinderte Menschen in diesem Bereich nicht auszuschließen. Erwartet hatte man eine eher rührselige Darstellung.

## Produktion

### Produktionsnotizen
Produziert wurde der Film von Brookfield Productions/Belfern Productions. Vertrieben wurde er vom South Bay Mayors’ Committee for Employment of the Handicapped. Für die Choreographie trug Joel Paley die Verantwortung, für die Animation Sam Paul („So Yourself a Favor“ (Hire The Handicapped)).
Für Michael Keaton war es sein Filmdebüt.

### Interview mit Fern Field
Fern Field erzählte, wie der Film nach und nach Gestalt angenommen hatte. Alles begann damit, dass im Februar 1977 die Show Maude’s Reunion im amerikanischen Fernsehen ausgestrahlt wurde und einen Dominoeffekt ausgelöst habe hinsichtlich der Wahrnehmung von Menschen mit Behinderungen in der Filmbranche. Field war die Assistentin des ausführenden Produzenten Rod Parker und stellte fest, dass sie seinerzeit sicherlich nicht gewusst habe, dass der Film ihr eine Karriere bescheren werde, von der sie nicht gewusst habe, sie gesucht zu haben. Eine Folge der Show war der dann entwickelte Film A Different Approach. Field gab zu, dass sie die Idee, einen Film über behinderte Menschen zu drehen, anfangs für die schlechteste Idee gehalten habe, von der sie je gehört habe, seit sie für Norman Lear tätig gewesen sei. Sie habe Jim Belcher gefragt, ob er ihr Partner bei diesem Projekt sein wolle und er habe „Ja“ gesagt. Zusammen mit Belcher habe sie Nachforschungen zum Thema angestellt und sich auch andere Filme darüber angeschaut. Man sei dann zu dem Schluss gekommen, Prominente in den Film einzubeziehen und damit völlig anders an das Thema heranzugehen als das sonst der Fall gewesen sei. Norman Lear sei dann auch der erste Prominente gewesen, den sie gefragt habe und natürlich habe er zugestimmt. Danach habe man allen anderen, die man gefragt habe, erzählt, man mache einen öffentlich-rechtlichen Film, der die Darstellung von Menschen mit Behinderung verbessern und deren Beschäftigung fördern wolle. Norman Lear sei schon dabei. Niemand habe „Nein“ gesagt.
Field erläuterte, dass man ein Angebot Walt Disneys abgelehnt habe, der den Film habe vertreiben wollen und stattdessen das South Bay Mayors Committee dies übernommen und genug Geld verdient habe, um einen weiteren preisgekrönten Kurzfilm namens It’s A New Day zu finanzieren, der dann die Technologien enthalten habe, die eingeführt worden seien, um die Bedingungen für Menschen mit Behinderung zu verbessern, wie beispielsweise Stipendien, Rollstuhlrampen und dergleichen.

## Auszeichnungen
Oscarverleihung 1979
- Jim Belcher und Fern Field erhielten eine Oscarnominierung mit und für den Film in der Kategorie „Bester Kurzfilm“
- mehr als ein Dutzend nationale und internationale Auszeichnungen[2]